# Octaver
Octaver – efekt gitarowy, służący do zmiany wysokości dźwięku o całą oktawę w górę albo w dół. Aby uzyskać taki efekt, podwajana jest częstotliwość oryginalnego sygnału z wejścia (dla uzyskania zmiany wysokości dźwięku o oktawę w górę) albo dzielona na pół (dla uzyskania zmiany o oktawę dół). Często również spotykane są octavery, zmieniające wysokość o 2 lub więcej oktaw.
Zmiana o oktawę w górę zwykle realizowana jest poprzez prostowanie fali dźwiękowej na diodach prostownika i „składanie” jej z częścią ujemną fali, by uzyskać nowy sygnał wyższy o oktawę. Natomiast zmiana o oktawę w dół jest przeważnie wykonywana przez konwersję sygnału do fali prostokątnej i użycie obwodu przerzutnika do podziału częstotliwości przez 2. Stwarza to wrażenie brzęczenia jak przy dźwiękach syntezatora. 
Jednym z pierwszych muzyków stosujących efekt octave był Jimi Hendrix, który używał także wiele innych efektów w swoich nagraniach i wykonaniach na żywo. 